# 克朗普安特 (阿拉斯加州)
克朗普安特（英語：Crown Point）是位於美國阿拉斯加州基奈半島自治市鎮的一個非建制地區和人口普查指定地區。根據2010年美國人口普查，該地人口為74人，而該地的面積約為9.20平方千米。

## 地理
克朗普安特的座標為60°25′08″N 149°21′19″W / 60.41889°N 149.35528°W，而該地的平均海拔高度為278米（即912英尺）。